# Abdul Ghani Beradar
Mułła Beradar (od ang. Brother – Brat), właściwie Abdul Ghani (paszto ‏عبدالغنی برادر‎; ur. 1968) – członek rady kierowniczej i jeden z najważniejszych dowódców afgańskich talibów, w ostatnim okresie życia uznawany był za drugą najważniejszą osobę w szeregach organizacji, był ostatnim żyjącym spośród założycieli ruchu talibów, oraz szwagrem przywódcy religijnego ugrupowania, mułły Mohammada Omara.
Pochodził z arystokratycznego plemienia Popalzajów. Był jednym z inicjatorów powstania ruchu talibów w 1994 r., a po przejęciu przez nich władzy w Afganistanie pełnił funkcję szefa służb bezpieczeństwa, wiceministra obrony, szefa wywiadu, a także gubernatora prowincji Herāt znajdującej się przy granicy z Iranem.
Po interwencji wojsk koalicji amerykańskiej w Afganistanie w 2001 r., zbiegł do Pakistanu gdzie został członkiem dziesięcioosobowej rady dowódczej talibów powołanej przez mułłę Omara.
W 2005, amerykański wywiad ustalił, że w razie ewentualnej śmierci Mohammada Omara, to właśnie Brodar byłby jego najprawdopodobniejszym następcą.
Według informacji podanych przez afgańskie Ministerstwo Obrony, mułła Brodar miał zginąć 30 sierpnia 2007, w wyniku wybuchu bomby. Do zdarzenia doszło po wieczornym ataku grupy talibańskich partyzantów na kolumnę wojsk rządowych, które wezwały lotnicze wsparcie. Amerykańskie samoloty wytropiły, a następnie zbombardowały uciekających zamachowców wśród których według informacji podsłuchanych przez afgańskie wojsko znajdował się właśnie Brodar. Strona talibańska nie zaprzeczała oficjalnym doniesieniom. Jak się później okazało, Brodar przeżył atak.